# Louis Serre (médecin)
 (décembre 2020).
Pour les articles homonymes, voir Serre (homonymie).
Louis Serre est un médecin français du XVIe siècle basé à Marseille.
À ne pas confondre avec le Cultivateur Vaudois, qui, aux côtés de Colin Pellenc, fut accusé d'hérésie en 1540. En 1545, il travailla avec Nostradamus dans la lutte contre une importante épidémie de peste à Marseille.